# برجمة
المفصل الإصبعي أو البُرجُمة (الجمع: بَراجِم) (بالإنجليزية: knuckle)‏ هي واحدة من مفاصل أصابع اليد والقدم، وهي تبرز عند تشكيل قبضة باليد من خلال ضم أصابع اليد إلى الرسغ. تسمّى عظام البراجم بالكعاس (وهي جزءٌ من عظام السُلامى)، وهي العظوم التي تلتقي عند المفاصل. وهناك اسم عند العرب لكلّ برجمة في الإصبع، فالبرجمة الأولى (المتصلة بالكف) تسمّى الأشجع. أما الوسطى فتسمى الرّاجبة. وآخر برجمة في الإصبع والتي تتصل بجزء الظفر فتسمّى الأنملة.